# El Meco
Koordinaten: 21° 12′ 40″ N, 86° 48′ 14″ W

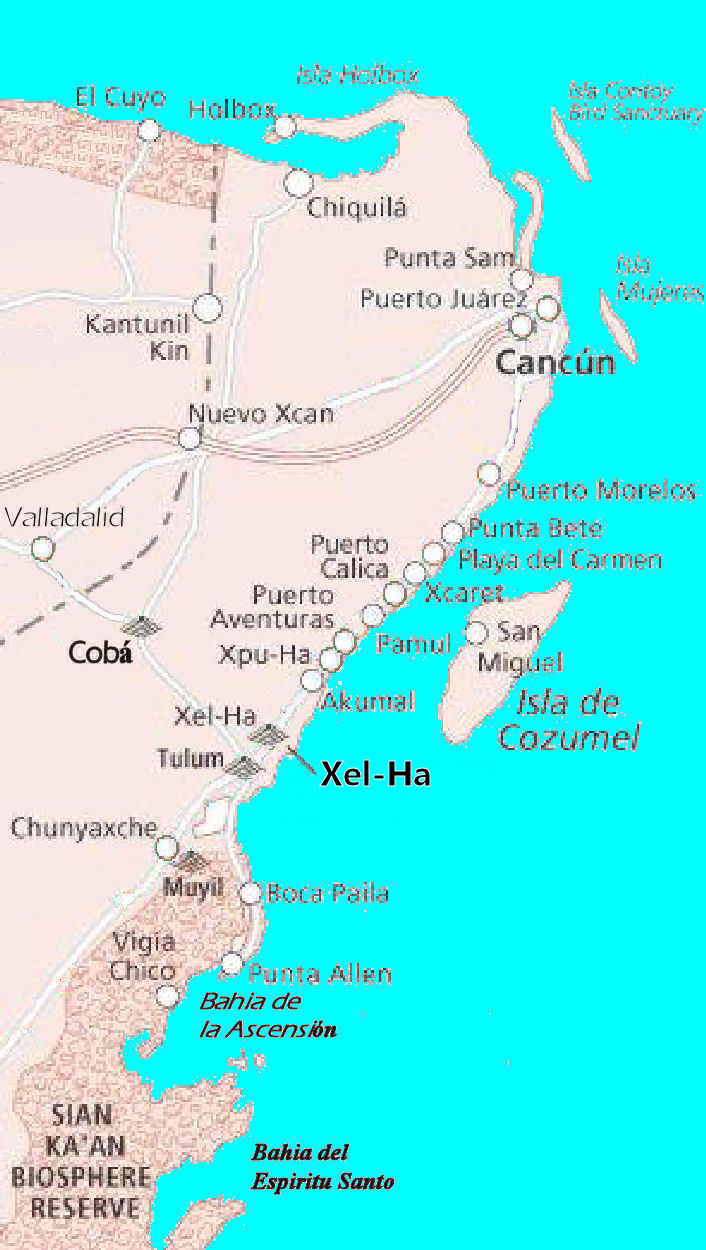
Mexikanische Karibik: El Meco (nicht gezeigt) liegt ca. 8 km nordöstlich von Cancún zwischen Puerto Juárez und Punto Sam

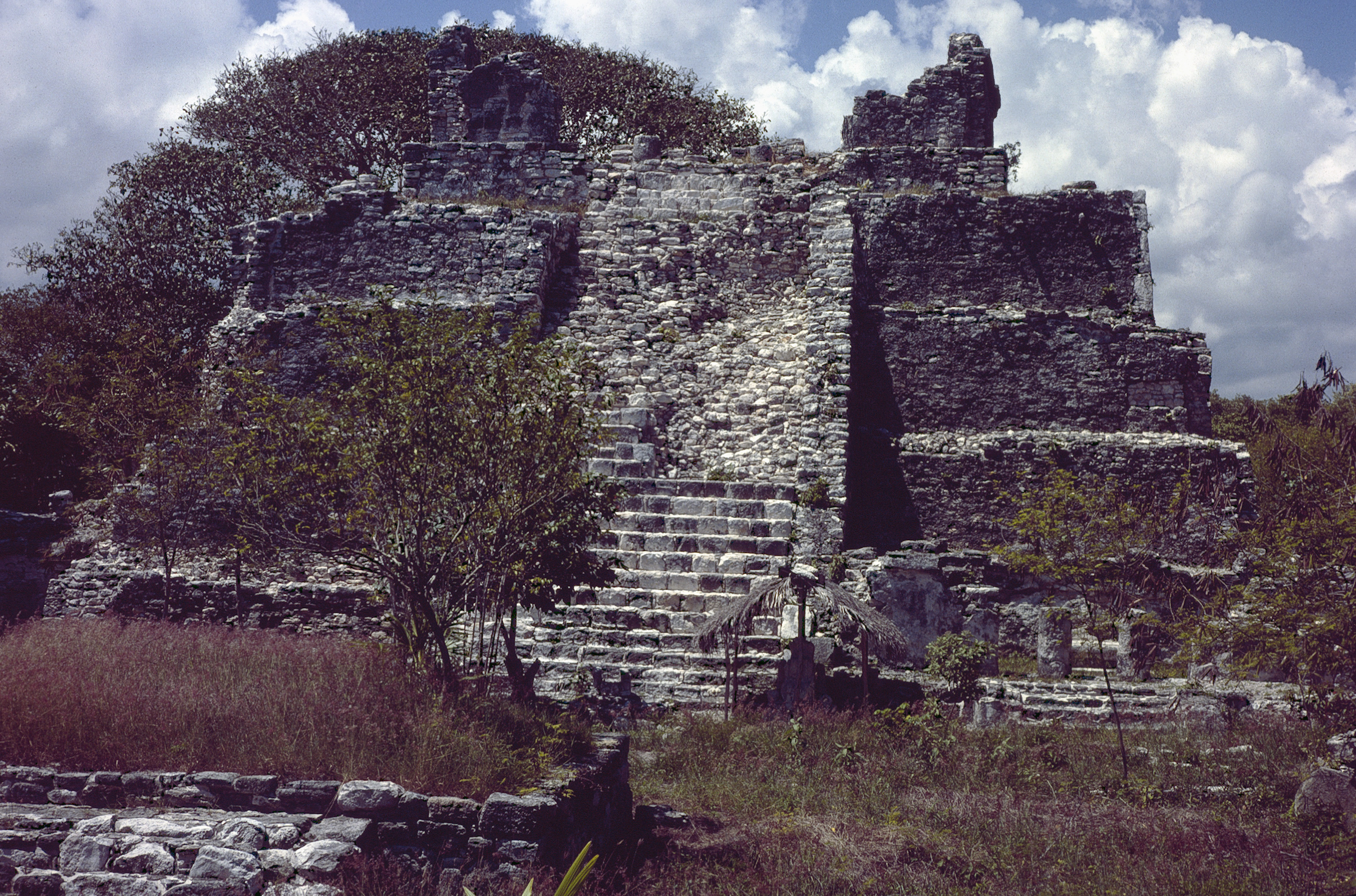
El Meco: das Castillo als fünfstufiger Tempel

El Meco ist eine Ruinenstätte der Maya im mexikanischen Bundesstaat Quintana Roo auf der Ostseite der Halbinsel Yucatán an der karibischen Küste.

## Geografie
Die Ruinen von El Meco befinden sich etwa acht Kilometer nördlich des Stadtzentrums von Cancún bei Kilometer 2,7 direkt an der Carretera Puerto Juárez–Punta Sam. Die Straße durchschneidet die archäologische Stätte.
Die Ruinen von El Meco liegen auf dem Festlandteil des Municipio Isla Mujeres direkt gegenüber der Insel Isla Mujeres.
Der ursprüngliche Maya-Name der Siedlung ist nicht bekannt. Der Name El Meco soll sich vom Besitzer einer Kokosplantage herleiten.
Der Ort war von großer Bedeutung für die Schifffahrt, insbesondere als Orientierungspunkt bei der Küstennavigation und der inlandseitigen Lagunennavigation, darüber hinaus wegen seiner strategisch günstigen Lage direkt gegenüber der Isla Mujeres. Sehr wahrscheinlich war El Meco auch der Verbindungshafen zur Insel.

## Geschichte
Die Besiedelung der Stätte hat sehr wahrscheinlich bereits in der frühen Maya-Klassik (250–600 n. Chr.) stattgefunden, wie sich aus Kulturüberresten unterhalb der Struktur 2 schließen lässt. Der Ort war wohl ein kleines Fischerdorf, möglicherweise im Einflussbereich von Cobá. Bis zum Jahr 600 n. Chr. war die Stätte wieder verlassen und blieb es bis 1000 oder 1100 n. Chr. Nach der Neubesiedelung in der Postklassik (900–1500 n. Chr.) bestanden sehr wahrscheinlich enge Verbindungen zu Chichén Itzá, später zu Ich Paa.
Ab etwa 1200 n. Chr. begann sich vor dem Hintergrund des Niederganges der großen Inlandsstädte der Küstenhandel vermehrt zu entwickeln. El Meco profitierte von seinem strategisch außerordentlich günstig gelegenen Hafen und den reichen Ressourcen der Region. Der Ort gewann zunehmend an politischer und wirtschaftlicher Bedeutung.
Innerhalb des Küstenhandelsnetzes wurde El Meco neben den nach Süden hin gelegenen Orten Xcaret, Xel Há, Tancah/Tulum und Muyil zu einem der wichtigsten Häfen der Karibikküste. Neben seiner Stellung als Handelszentrum entwickelte es sich zu einem bedeutenden religiösen Zentrum. Zeitnah nach der Ankunft der Spanier im 16. Jahrhundert wurde die Stätte von den Maya verlassen.
El Meco wird mit Belma in Zusammenhang gebracht, einem Ort, den der Konquistador Montejo benannte und in dem er 1528 für mehrere Monate Quartier bezog. Ob es sich hierbei um ein und denselben Ort handelt, ist bis heute nicht geklärt.

## Archäologie
Bei den archäologischen Ausgrabungen wurden 14 Strukturen mit einem Haupttempel freigelegt. Das sogenannte Castillio ist eine fünfstufige Pyramide und mit 17 m Höhe das größte Maya-Gebäude der Region. Die Bauten sind Teil des religiösen Bereiches von El Meco. Sie sind zum größten Teil in gutem Erhaltungszustand.
Bei den Ausgrabungen wurden Keramikscherben auf einem historischen Abfallhaufen unterhalb der Struktur 2 gefunden, die aus der Zeit von 400 bis 600 n. Chr. und ab ca. 1000 n. Chr. stammen.
Die Reste der Hafenanlage auf der anderen Straßenseite sollen bisher nicht systematisch ausgegraben sein.